# Krivaj Sunjski
Krivaj Sunjski – wieś w Chorwacji, w żupanii sisacko-moslawińskiej, w gminie Sunja. W 2011 roku liczyła 120 mieszkańców.